# Bertal-Maubon
Pour les articles homonymes, voir Bertal et Maubon.
Bertal-Maubon (ou Bertal Maubon) est le pseudonyme collectif de Marcel Bertal, né Marcel Bloch à Paris 3e le 18 décembre 1882 et mort à Paris 14e le 3 août 1953, et Louis Maubon, né à Souillac le 21 octobre 1881 et mort à Paris 9e le 19 septembre 1957, paroliers de chansons, et auteurs de monologues, vaudevilles, livrets d'opérettes, pièces de théâtre.

## Biographie
Bertal-Maubon sont notamment les auteurs de Je cherche après Titine (musique de Léo Daniderff).

## Œuvres
- A Hénoc... Les Femmes 'poilus', vaudeville à couplets en 3 actes, musique de Marcel Labusquière
- Ah ! les jeunes filles d'aujourd'hui, acte comique (1931)
- Les Matelots rigolos, pièce comique
- Un permissionnaire en folie, vaudeville militaire en un acte (1931)
- Le Roi et la reine des gangsters, farce en 1 acte
- Françoise réserviste, opérette militaire en trois actes. Livret de Bertal-Maubon, musique de Eugène Gavel et Eugène Cools
- Isabelle et son chaudron, ou les Femmes ne sont pas bavardes, farce de Bertal-Maubon et Fijan... (Paris, Trianon lyrique, 20 mars 1935)
- Chouchou, pièce en 1 acte (1931)
- Le Caporal Furibard, bouffonnerie militaire en 1 acte
- Toi, c'est moi, opérette en deux actes et onze tableaux, de Henri Duvernois, livret de Bertal-Maubon et Robert Chamfleury, musique de  Moisés Simons (Paris, Bouffes-Parisiens, 19 septembre 1934)
- Un tapissier tapissait, vaudeville en 1 acte
- livret du "Tsarévitch" de Franz Lehar, d'après Jenbach et Reichert
- Une fermeture Eclair, créée par Georgius (co-auteur), musique de Léon Raiter (1930)